# Carole Dechantre
Carole Dechantre est une actrice et productrice franco-suisse, née le 5 juillet 1973 en Haute-Savoie.

## Biographie
Carole Dechantre est née en 1973 en Haute-Savoie et a grandi à Genève en Suisse, elle a une sœur née en 1969.
A l’âge de 12 ans en 1985, elle joue dans le téléfilm Macadam en suivant son rêve, tourné en Suisse, et dans lequel jouent Dorothée, Carlos et Patrice Laffont.
Elle monte à Paris, s'inscrit aux cours Florent et chez Jean-Paul Becker. Elle est principalement connue pour avoir joué dans plusieurs séries d'AB productions produites par Jean-Luc Azoulay. Dans un premier temps elle y joue des seconds rôles, puis elle arrive à s'imposer en tant que comédienne principale dans les séries : L'école des passions, Pour être libre, La philo selon Philippe.

### La Philo selon Philippe
Son rôle dans la série La Philo selon Philippe, diffusée sur TF1, la révèle au grand public. Elle y joue une demoiselle qui devient l'ennemi du personnage principal de la série, interprété par Yannick Debain. La jeune femme perturbe la vie de tout un lycée, en ayant des relations intimes à la fois avec le proviseur, un professeur de mathématiques, et le délégué de classe de Terminale.

### Les Mystères de l'Amour depuis 2010
En 2010, elle rejoint la série spin-off d'Hélène et les Garçons, à savoir Les Mystères de l'amour. Le personnage machiavélique interprété par Carole Dechantre s'avère être le même que celui qu'elle jouait dans La philo selon Philippe, et qui l'a fait connaître auprès du grand public.

### Escalade en montagne
En 2015, lors de l'ascension du sommet de la Jungfrau, elle chute et se blesse.

### Vie privée
Carole Dechantre est mariée à Sébastien Devrient. Le couple a deux enfants, Thaïs et Nils.
Carole et son mari  sont producteurs de films documentaires, sous le label Vertiges Prod.

## Filmographie

### Télévision

#### Séries télévisées
- 1994-1995 : La Philo selon Philippe de Jean-François Porry : Emilie Soustal (30 épisodes)
- 1996 : L'École des passions d'Ariane Carletti : Marie (40 épisodes)
- 1997 : Studio des artistes d'Ariane Carletti : Marie (40 épisodes)
- 1997 : Les Vacances de l'amour : Aurore Wagner (saison 3, épisode 4 : Paparazzi)
- 1997 : Pour être libre : Laurence (23 épisodes)
- 1999 : Island Détectives (épisode 11 : Le rival)
- 2001-2002 : Paul et Virginie : Sandra (2 saisons)
- 2005 : Navarro de Philippe Davin : Mathilde Soutine (saison 18, épisode 6)
- 2007-2008 : Petits déballages entre amis de Jérôme Porte : Cécile (2 saisons)
- 2007-2010 : SOS 18 de Jean Sagols : Flora (3 saisons)
- 2008 : Profilage d'Eric Summer : Philomène (saison 1, épisode 1)
- Depuis 2011 : Les Mystères de l'amour de Jean-François Porry : Ingrid Soustal (20 saisons : 1 à 9 ; depuis la 13)
- 2019 : Quartier des Banques : la responsable de conformité (saison 2, épisode 1)

#### Téléfilm
- 1985 : Macadam en suivant son rêve de Jean-Marie Dupriez
- 2000 : Sauvetage de Hugues de Laugardière

#### Documentaires
Série documentaire de Sébastien Devrient produit par Vertiges Prod
- 1998 : Montagnes de Rêve : le Cervin, diffusions sur la chaîne Escales.
- 1999 : Montagnes de Rêve : le Mont Blanc, diffusions sur la chaîne Escales.
- 2000 : Montagnes de Rêve : le Mont Rose, diffusions sur la chaîne Escales.
- 2001 : Montagnes de Rêve : Une course, Six 4000, diffusions sur la chaîne Escales.
- 2002 : Montagnes de Rêve : La Barre des écrins, diffusions sur la chaîne Escales.
- 2005 : Montagnes de Rêve : La Haute Route, diffusions sur les chaînes Escales.
- 2014 : Montagnes de Rêve : Le Grand Paradis, diffusions sur les chaînes Trek et Planète+
- 2014 : Montagnes de Rêve : L'Eiger, diffusions sur les chaînes Trek, Escales et Évasion.
- 2015 : Montagnes de Rêve : Mönch & Jungfrau, diffusions sur la chaîne Trek.
- 2019 : Montagnes de Rêve : Le Spitzberg

#### Émissions
- 1998 : Portes en délire de Francis Duquet, France 3 : co-animatrice de Georges Beller (12 émissions)

### Cinéma

#### Longs métrages
- 1998 : Tout est calme de Jean-Pierre Mocky
- 1998 : Comme un poisson hors de l'eau de Hervé Hadmar
- 2000 : Le roi danse de Gérard Corbiau
- 2013 : Dark Around the Stars de Derrick Borte
- 2014 : Cat Run 2 de John Stockwell
- 2022 : Colombine de Dominique Othenin-Girard

#### Courts métrages
- 2002 : Le Lion de Vincent Michaud
- 2003 : De Descrimine de Medhi Zollo
- 2006 : Qu'est-ce que t'en sais n° 2 de Daniel Bovard & Michel Voita

#### Documentaires
- 2016 : Jean Troillet, toujours aventurier de Sébastien Devrient : voix de la narratrice
- 2017 : En équilibre sur l’Océan[4] de Sébastien Devrient : voix de la narratrice

## Théâtre et Opéra
- 1983 : Le Petit ramoneur de Benjamin Britten, mise en scène de Dominique Catton & Pierre Maulini
- 1984 : Le Bal Masqué de Verdi (avec Luciano Pavarotti), mise en scène de Jean Marie Simon, Théâtre Am Stram Gram

- 1985 : La Sorcière du placard aux balais de Gripari, mise en scène Dominique Catton
- 1987 : Hänsel et Gretel d’Humperdinck, mise en scène de Robert Carsen
- 1988 : Mefistofele de Boïto (avec Samuel Ramey), mise en scène de Robert Carsen
- 1989 : L’enfant et les sortilèges de Ravel, mise en scène d’Oscar Araiz
- 2002 : Molly S. de Brian Friel, mise en scène de Michel Voita, Grand Théâtre de Genève

## Discographie
- 1986 : L'enfant et les sortilèges de Ravel sous la direction d'Armin Jordan
- 1989 : Chansons de Noël
- 1990 : Répertoire Jacques Dalcroze
- 1991 : Stabat Mater de Pergolèse